# Hemichela micrasterias
Hemichela micrasterias is een zeespin uit de familie Ammotheidae. De soort behoort tot het geslacht Hemichela. Hemichela micrasterias werd in 1954 voor het eerst wetenschappelijk beschreven door Stock. 